# Palazzo di Dávalos
Il palazzo di Dávalos è un edificio del XVI secolo eretto da Hernando de Ávalos Carrión a Guadalajara; dal 2004 è adibito alla sede di Guadalajara della Biblioteca Nazionale Spagnola.
In questa opera si distinguono il patio, in stile rinascimentale di La Alcarria, e la facciata, dove è rappresentato un torneo tra due cavalieri, simboli della nobiltà e del senso dell'onore della famiglia fondatrice. È dichiarato Bene di interesse culturale.

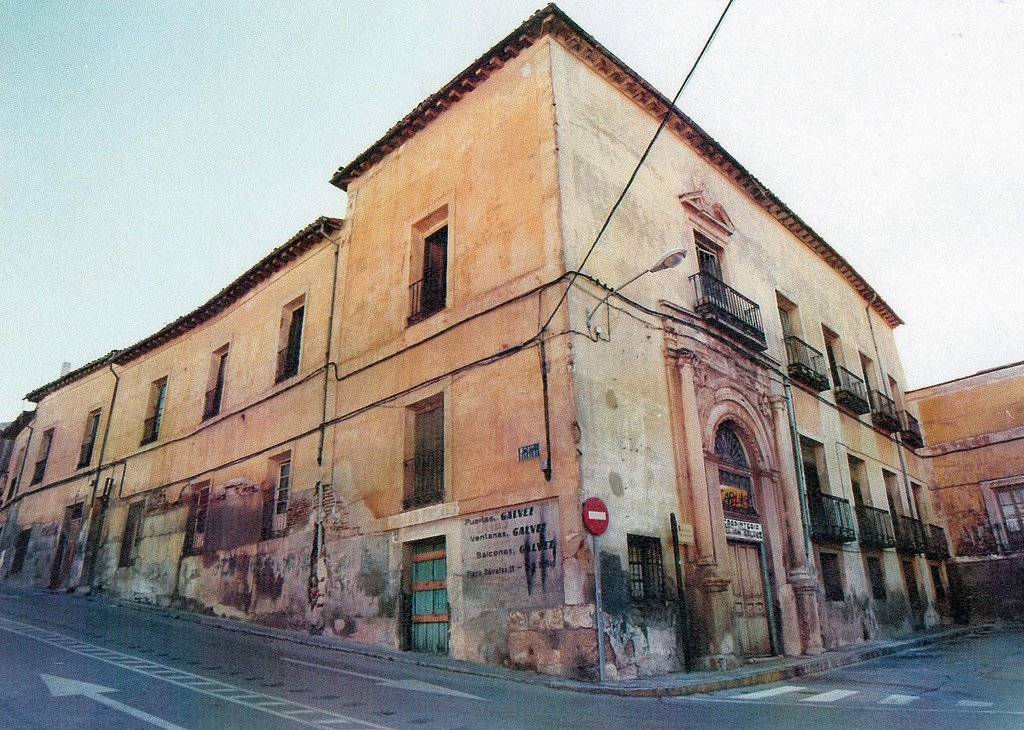
Palazzo dei Dávalos prima del suo restauro e trasformazione in biblioteca.
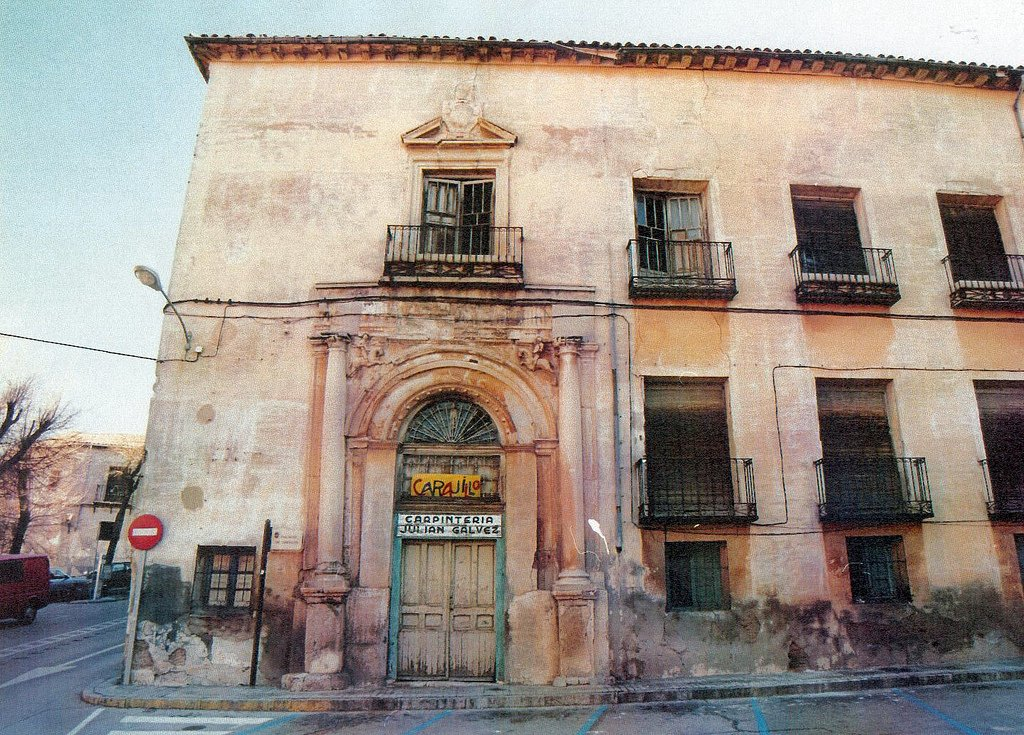
Palazzo dei Dávalos prima del suo restauro e trasformazione in biblioteca.
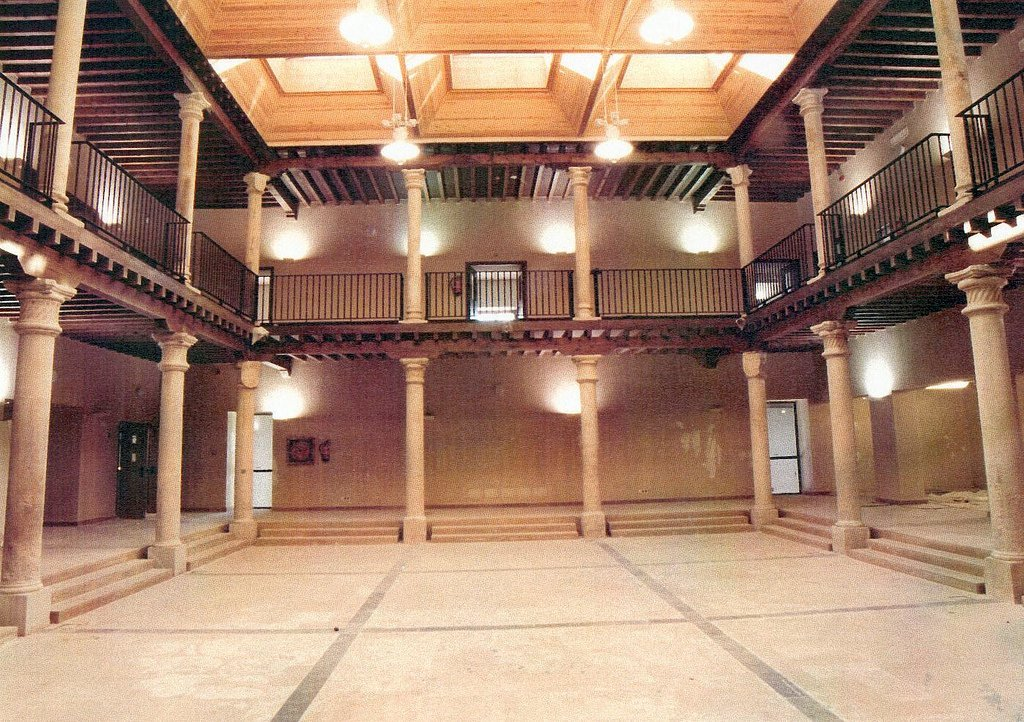
Chiostro del palazzo dei Dávalos dopo il suo restauro.